# Jingpo Lacus

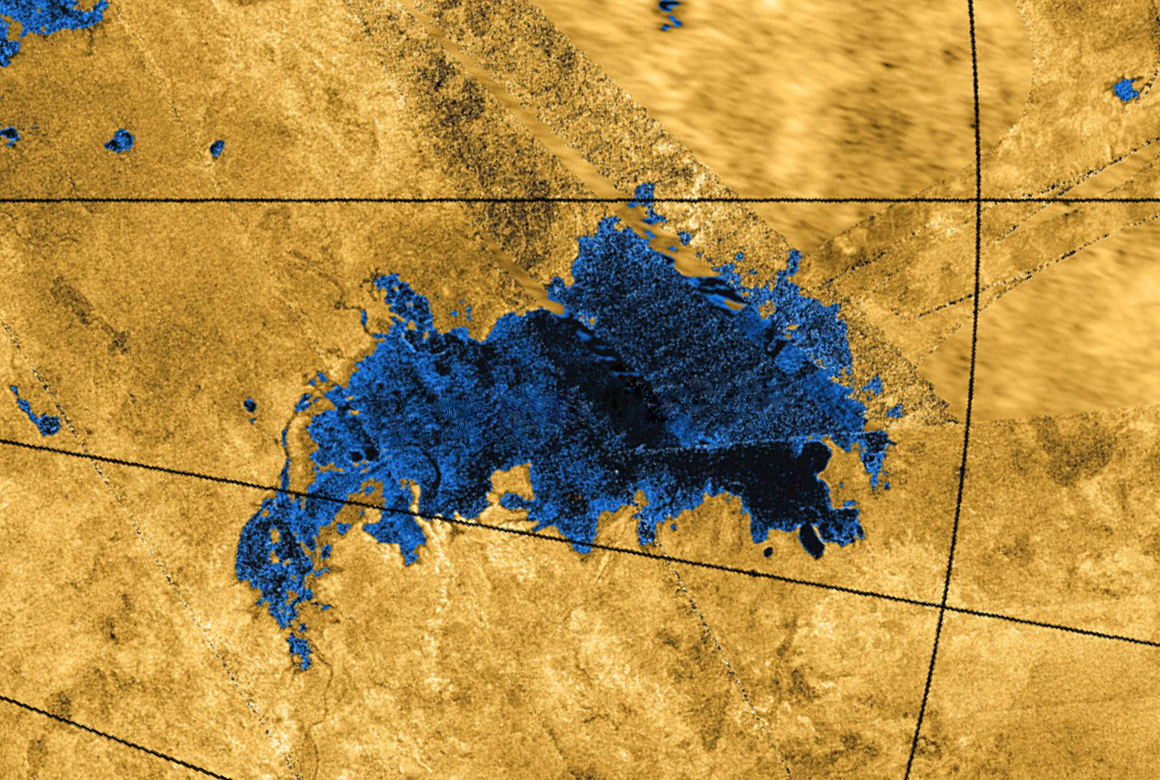
Nachkolorierte Radaraufnahme von Jingpo Lacus

Der Jingpo Lacus ist ein Methansee im Nordpolargebiet des Saturnmondes Titan zwischen 71° und 76° N und 333° bis 346° W. Er dürfte eine Länge von 240 km umfassen und wurde durch eine der Cassini-Huygens-Sonden am 8. Juli 2009 beobachtet. Seine Flüssigkeit besteht aus Kohlenwasserstoffen wie Methan und Ethan. Sein Name wurde vom Jingpo Hu in China abgeleitet. Die Benennung erfolgte am 29. Mai 2010.